# Presbyterkirche (Kalk)

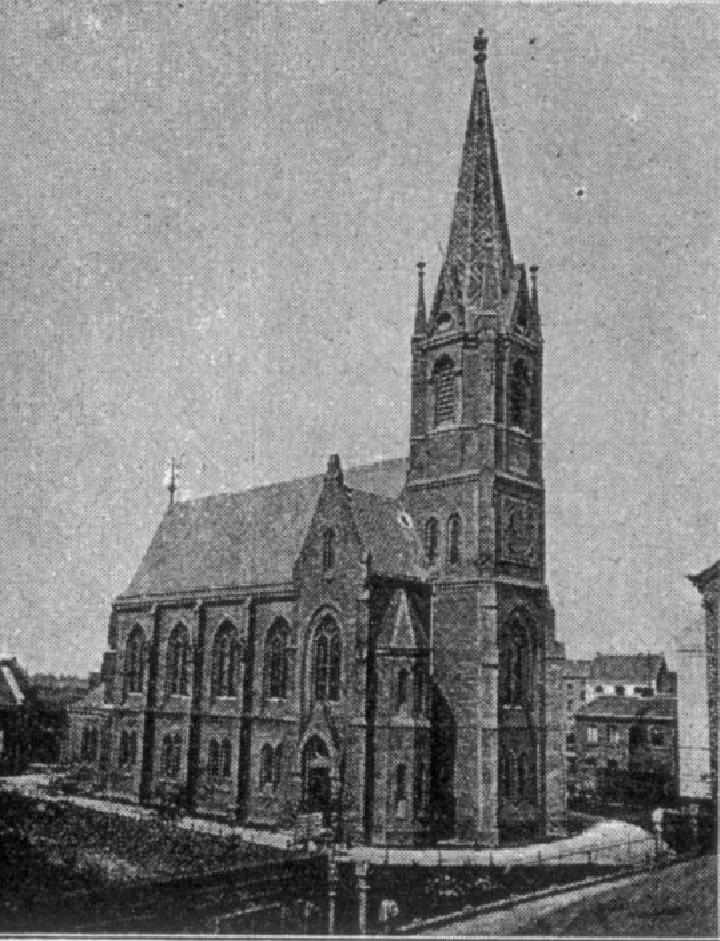
Die Presbyterkirche 1888

Die Presbyterkirche war die evangelische Pfarrkirche des Kölner Stadtteils Kalk. Sie wurde nach dem Zweiten Weltkrieg gesprengt.

## Geschichte
Nachdem der Betsaal im alten evangelischen Gemeindehaus zu Kalk zu klein geworden war, entschloss man sich zu Beginn der 1870er Jahre zur Errichtung einer eigenen Pfarrkirche. Mit der Planung wurde der Architekt August Albes, ein Schüler Conrad Wilhelm Hases, beauftragt. Dabei folgte er dem Eisenacher Regulativ, einem Beschluss des Kirchentages der Evangelischen Landeskirchen 1861 zum Kirchenbau. Die Kirche sollte dem gotischen Stil und einer Ost-West-Ausrichtung folgen und Altar, Kanzel und Orgel räumlich trennen. Die bauliche Ausführung der Planungen erfolgte 1878 bis 1880 an der Kalker Vietorstraße. Die Presbyterkirche war eine dreischiffige Backsteinhallenkirche mit Einturmfassade und wenig vorspringendem Querhaus im Westen. Den Turm rahmten die Querhausarme mit zweigeschossigen Treppenturmbauten. Die schmalen Seitenschiffe, die nur als Gänge konzipiert waren, mündeten in Taufkapelle bzw. Sakristei. Der Chor schloss nach einem Vorjoch dreiseitig und die Kirche war mit Kreuzrippengewölben versehen. 1886 bis 1889 wurde in Köln-Nippes nahezu baugleich die evangelische Lutherkirche errichtet. Während des Zweiten Weltkriegs wurde die Presbyterkirche beschädigt, Dach und Gewölbe stürzten ein, Turm und Umfassungsmauern blieben jedoch erhalten. Die Kirche wurde 1951 gesprengt, um den Baugrund für die Chemische Fabrik Kalk zu erweitern. Die evangelische Gemeinde konnte bereits am 23. Dezember 1951 die neue Jesus-Christus-Kirche an der Buchforststraße weihen.

## Orgel
Die Orgel der Kirche wurde vom Chemiker Hermann Grüneberg gestiftet und von dessen Bruder Barnim Grüneberg aus Stettin erbaut. Die Glocken waren eine Spende der Ehefrau von Julius Vorster.

## Pfarrer der Presbyterkirche
- Friedrich Martin Vietor (* 2. März 1845; † 13. November 1909), Pfarrvikar ab 1873, Pfarrer von 1877 bis 1909
- Gustav van den Bruck (* 2. Oktober 1868; † 13. Dezember 1940), Hilfsprediger ab 1895, Pfarrer von 1900 bis 1932
- Wilhelm Spickmann (* 14. Oktober 1871; † 11. November 1929), Hilfsprediger ab 1919, Pfarrer von 1929 bis 1926
- Friedrich Junkereit (* 20. Oktober 1871; † 11. November 1929), Hilfsprediger ab 1919, Pfarrer von 1921 bis 1926
- Oskar Söhngen (* 5. Dezember 1900; † 28. August 1983) Hilfsprediger ab 1926, Pfarrer von 1927 bis 1932
- Walter Wilcke (* 1. Dezember Oktober 1901; † 17. Juni 1964) Hilfsprediger ab 1932, Pfarrer von 1933 bis 1954
- Walter Reindell (* 31. August 1898; † 18. Oktober 1968) Pfarrer von 1932 bis 1941
- Kurt Butterweck (* 24. September 1896) Pfarrer von 1941 bis 1966[2]

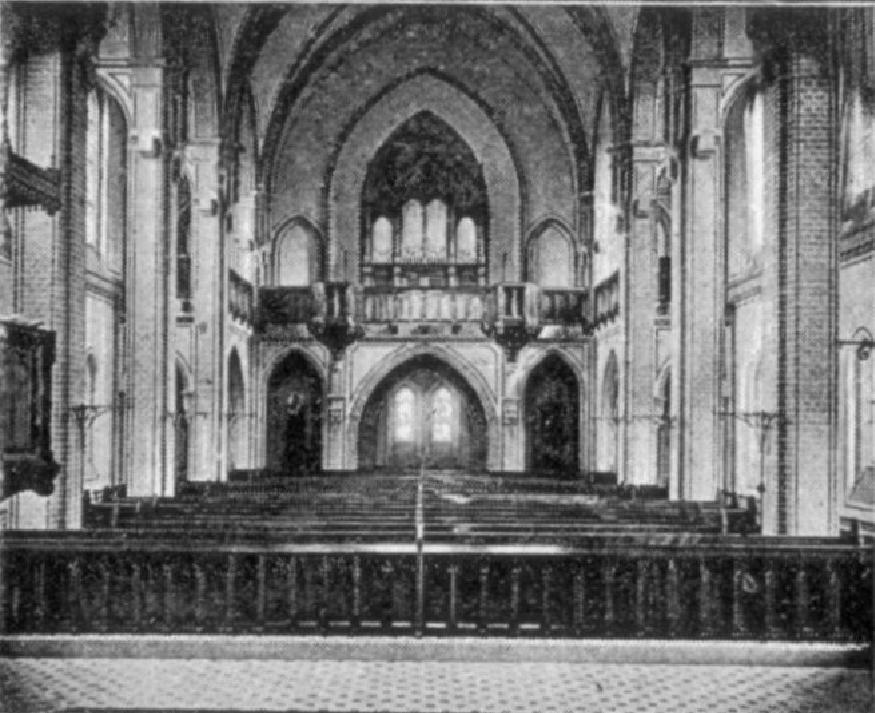
Blick zur Empore 1888
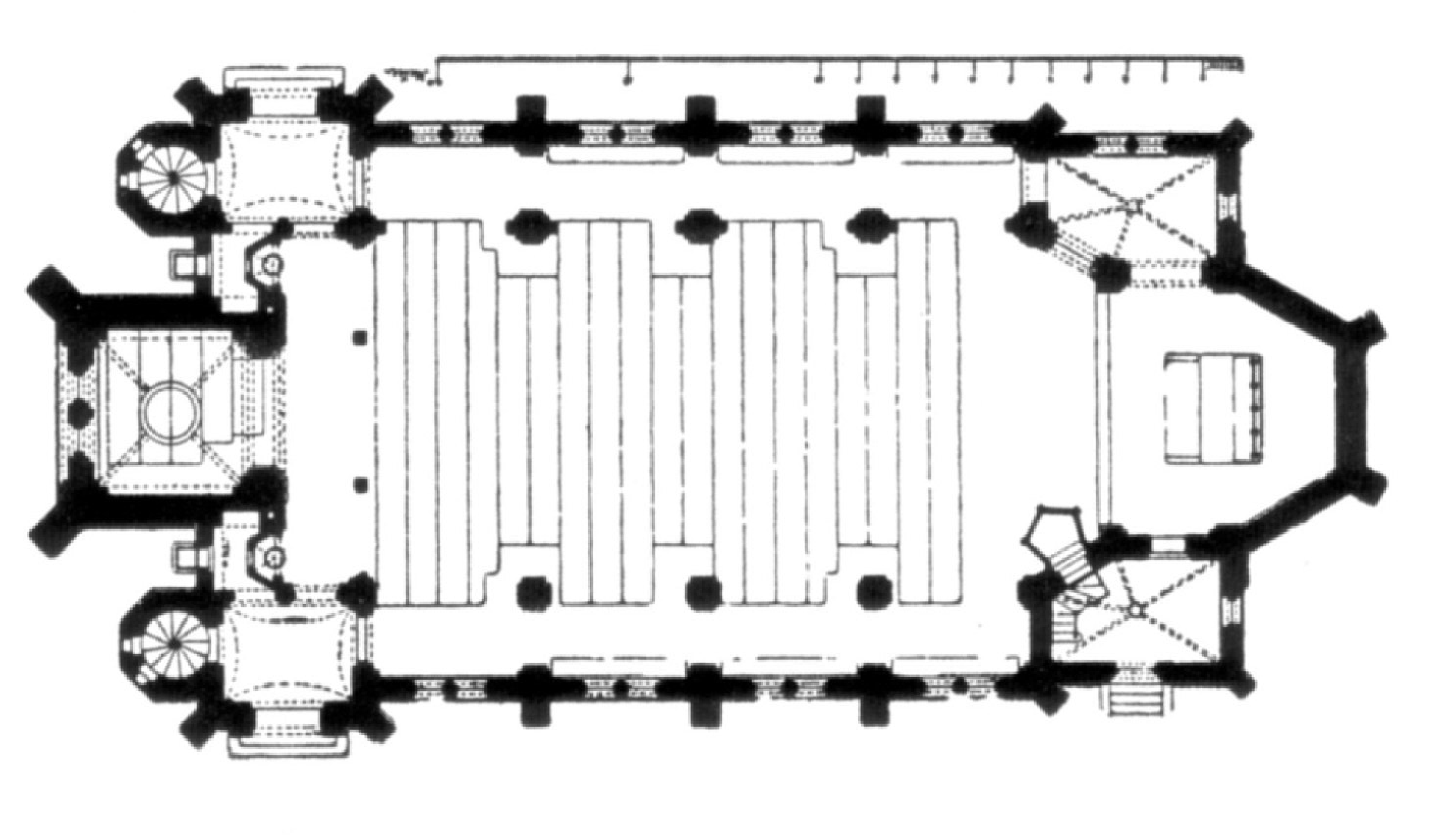
Grundriss
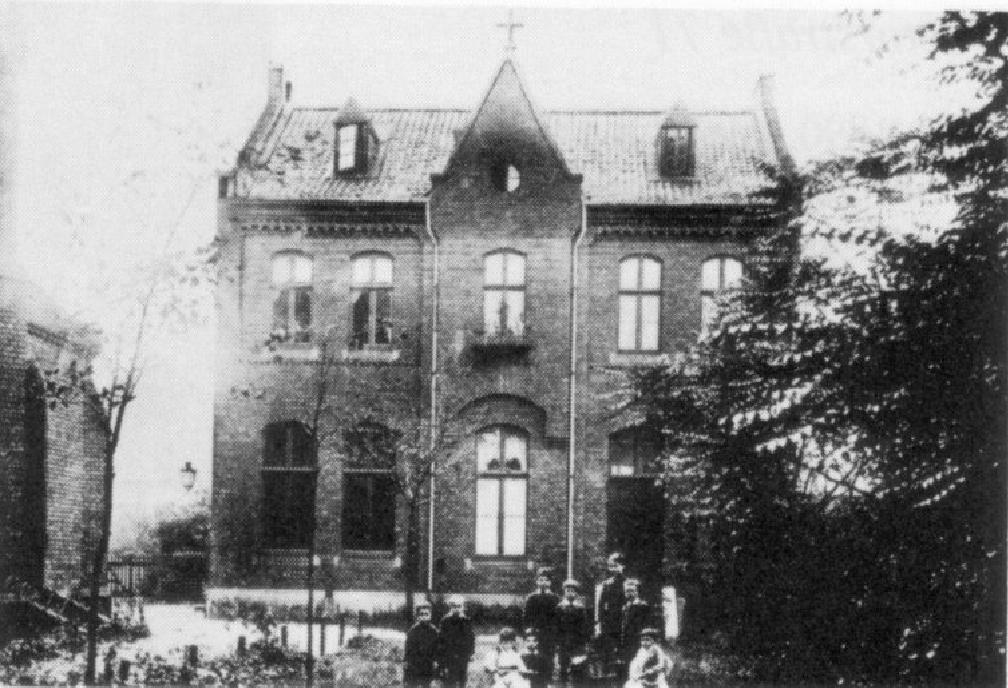
Das alte ev. Gemeindehaus 1890